# Аталанта (сестра Пердікки)
Аталанта ( дав.-гр. Ἀταλάντη; IV століття до н. е.) — македонська аристократка.

## Життєпис
Належала до древнього орестидського аристократичного роду з Верхньої Македонії та була дочкою Оронта. Одним із її братів був наближений Олександра Македонського Пердікка, який став після смерті царя в 323 до н. е. регентом імперії.
У цьому ж році Аталанта вийшла заміж за воєначальника Пердікки Аттала.
У 321 до н. е., коли було здійснено похід проти Птолемея, Аталанта разом із чоловіком і братом вирушила до Єгипту. Там Пердікка впав від рук змовників. Через кілька днів, після того як з Азії прийшли звістки про перемогу прихильника Пердікки Евмена над шановним багатьма македонянами Кратером і сатрапом Вірменії Неоптолемом, було страчено кілька друзів Пердікки. Загинула й Аталанта. Можливо, вона була похована в одному із саркофагів, знайдених у 1887 в Сайді. Її чоловікові, який стояв на чолі флоту в Пелусії, вдалося врятувати і дістатися Фінікії.
За припущенням В. Геккеля, який посилається на відомості Діодора Сицилійського, у шлюбі Аталанти та Аттала могли народитися дві дочки, які згодом разом із дружиною Олександра Македонського Роксаною та його сином прибули до Македонії до Олімпіади.